# Min hund Skip
Min hund Skip (engelska: My Dog Skip) är en amerikansk dramakomedifilm från 2000 i regi av Jay Russell. I huvudrollerna finns Frankie Muniz, Diane Lane, Luke Wilson och Kevin Bacon samt med Harry Connick Jr. som berättarröst.. Filmen är baserad på en självbiografisk bok med samma namn skriven av Willie Morris.
Filmen följer den nioåriga pojken Willie Morris, som på sin födelsedag får en släthårig foxterrier (i filmen spelad av tre stycken olika jack russell-hundar) i present, en hund som i grunden förändrar flera aspekter av hans liv. Min hund Skip släpptes för biopremiär av Warner Bros. den 12 januari 2000, där den fick allmänt positiva recensioner från kritiker. Filmen lyckades spela in 35,8 miljoner dollar med en  budget på 7 miljoner dollar.

## Handling
Willie Morris är en blyg åttaårig pojke från småstaden Yazoo City i Mississippi, som är ensambarn och inte har så många vänner. År 1942, då Willie fyller nio år, får han en hund (en släthårig foxterrier) av sina föräldrar i födelsedagspresent, en hund som han väljer att döpa till Skip. Efter att Willie och Skip snabbt har blivit vänner visar sig hundvalpen vara nyckeln till stor framgång för den nyblivna nioåringen, både bland alla hans vänner i skolan, och hos den sötaste flickan på hela skolan, Rivers Applewhite.

## Rollista
| Enzo/Moose/Sweetie/Frank Welker | – Skip                          |
| Frankie Muniz                   | – Willie Morris                 |
| Diane Lane                      | – Ellen Morris                  |
| Luke Wilson                     | – Dick Jenkins                  |
| Kevin Bacon                     | – Jack Morris                   |
| Caitlin Wachs                   | – Rivers Applewhite             |
| Peter Crombie                   | – Junior Smalls                 |
| Clint Howard                    | – Millard                       |
| Bradley Coryell                 | – Big Boy Wilkinson             |
| Daylan Honeycutt                | – Henjie Henick                 |
| Cody Linley                     | – Spit McGee                    |
| Harry Connick Jr.               | – Vuxna Willie (röst)           |
| Mark Beech                      | – Armékompis                    |
| Susan Carol Davis               | – Mrs. Jenkins                  |
| David Pickens                   | – Mr. Jenkins                   |
| Lucile Doan Ewing               | – Tant Maggie                   |
| Nathaniel Lee Jr.               | – Sammy                         |
| James Thweat                    | – Den äldre Big Boy             |
| John Stiritz                    | – Morfar/Farfar Percy           |
| Thomas Sellers                  | – Beskyddare på basebollmatchen |